# 琳达·克雷默斯
琳达·克雷默斯（荷蘭語：Linda Creemers，1994年2月22日—），荷兰女子乒乓球运动员。她曾获得2008年、2009年和2011年欧洲乒乓球锦标赛女子团体冠军。她也曾获得2013年捷克乒乓球公开赛女子双打冠军。